# Lior Raz
Pour les articles homonymes, voir Raz.
Lior Raz (Hébreu : ליאור רז, né le 24 novembre 1971 à Ma'ale Adumim (Judée Samarie), est un acteur, scénariste et producteur de cinéma israélien, coauteur de la série télévisée Fauda, connu pour son rôle de Doron Kabillio, commandant d'une unité Mista'arvim dans la même série.

## Biographie

### Jeunesse et étude
Lior Raz est né et a grandi à Ma'ale Adumim, en Judée Samarie , de parents juifs qui ont immigré d'Irak et d'Algérie. Son père travaille pour le ministère de la Défense et sa mère est enseignante. Il dispose de la nationalité française grâce à sa mère. Après avoir obtenu son diplôme d'études secondaires, il rejoint l'unité d'élite de l'armée israélienne Douvdevan. Alors qu'il est à l'armée, son amie Iris Azulai est poignardée à mort par un terroriste venu de Bethléem. Le terroriste sera relâché de prison en 2011, à la suite de l'échange de 1 027 prisonniers pour obtenir la libération de Gilad Shalit, kidnappé et retenu en captivité par le Hamas durant cinq années.
En 1993, après son service militaire, il déménage aux États-Unis et travaille comme garde du corps pour Arnold Schwarzenegger. Dans une interview, il raconte : « Une compagnie américaine dirigée par des Israéliens est venue vers moi puisqu'ils connaissaient mes antécédents militaires : pour moi c’était vraiment ce qu’il y avait de plus glamour d’être le chien de garde de Schwarzenegger et de sa femme. »
De retour en Israël, il étudie à l'école d'art dramatique Nissan Nativ à Tel Aviv. 

### Carrière
Il joue ensuite dans différentes pièces de théâtre telles Don Juan et Macbeth. En 2011, il joue le rôle d'un commandant d'unité de police dans un film policier du réalisateur Nadav Lapid.
En 2014, il co-écrit, avec son ami et journaliste Avi Issacharoff, la série télévisée Fauda dans laquelle il incarne Doron Kabillio, commandant d'une unité Mista'arvim. La première saison est diffusée à partir de février 2015 et la deuxième saison à partir de décembre 2017 sur la chaîne câblée israélienne Yes. La série reçoit 6 prix Ophir en 2016 et 11 prix Ophir en 2018,.
En 2018, il joue le rôle de l'homme politique israélien Isser Harel dans le film Operation Finale, réalisé par Chris Weitz. Il tient ensuite le rôle du chef de la communauté Magdalène dans le film Marie-Madeleine réalisé par Garth Davis.
En 2021, il joue et produit la série Hit and Run sur Netflix.

## Filmographie

### Acteur

#### Cinéma
- 2018 : Marie Madeleine de Garth Davis : Le chef de la communauté Magdalène
- 2018 : Operation Finale de Chris Weitz : Isser Harel
- 2019 : Six Underground de Michael Bay : Rovach Alimov
- 2024 : Gladiator 2 de Ridley Scott : Viggo

#### Télévision
- Depuis 2015 : Fauda de lui-même et Avi Issacharoff : Doron Kabilio
- 2021 - : Hit and Run de lui-même et Avi Issacharoff : Segev Azulai

### Producteur
- Depuis 2015 : Fauda de lui-même et Avi Issacharoff
- 2021 - : Hit and Run de lui-même et Avi Issacharoff